# Guillemot de Troïl
Uria aalge
Espèce
Synonymes
- Colymbus aalge Pontoppidan, 1763 (protonyme)

Statut de conservation UICN

 LC  : Préoccupation mineure

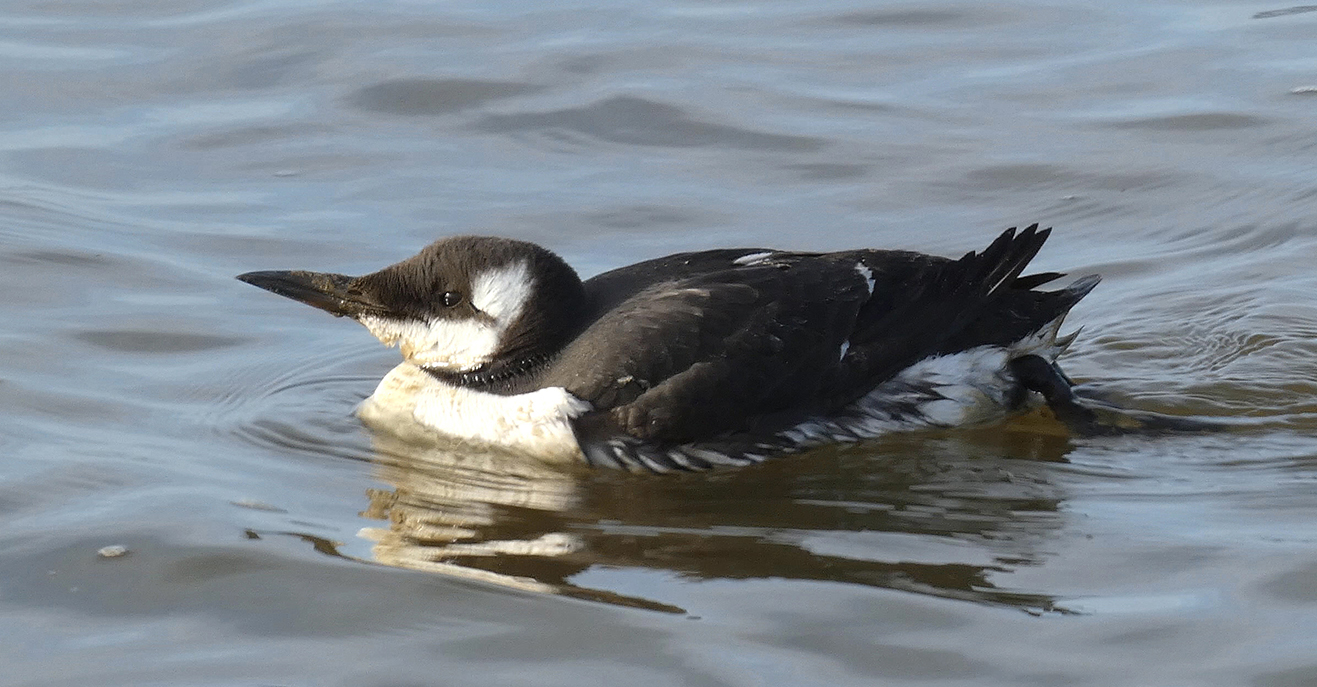
En hiver à Mesquer (France).

Le Guillemot de Troïl, connu aussi sous le nom de Guillemot marmette au Canada, est une espèce d'oiseaux marins de la famille des alcidés.

## Nom
Guillemot de Troïl proviendrait de « niais et fol » (lumme et trottel en vieux-germanique) mais le nom guillemot a aussi été rapproché du prénom « Guillaume ». Le nom scientifique Uria aalge dérive du grec ancien ouria, oiseau de mer évoqué par le musicien Athénée, et du danois aalge, du norrois alka désignant cette famille d'oiseaux.

## Description
Le guillemot marmette ou de Troïl ressemble de loin au petit Pingouin et se tient d'ailleurs debout comme le Pingouin lorsqu'il est à terre.
Les adultes mesurent de 38 à 46 cm de longueur, avec une envergure de 61 à 73 cm.
Ils ont la tête, le dos et les ailes brun foncé, presque noirs, et le dessous du corps blanc. Leur long bec foncé est mince et pointu et leur queue, également foncée, est courte et arrondie.
Certains individus de l'Atlantique nord présentent la forme dite « bridée », avec un cercle oculaire blanc et une ligne blanche qui s'étire derrière l'œil. Le plumage d'hiver est presque identique, sauf que la gorge et les joues deviennent blanches et une ligne foncée apparaît derrière l'œil.

## Comportement

### Alimentation
Le guillemot de Troïl ou marmette est une espèce pélagique, qui passe presque tout son temps en mer, sauf pendant la période de reproduction. Il plonge et cherche sa nourriture en « volant » littéralement sous l'eau à l'aide de ses puissantes ailes. Il se nourrit surtout de petits poissons de banc (200 mm de long au maximum), comme les lançons, mais aussi de crustacés, de vers marins et de calmars. Il plonge souvent jusqu'à 30 m de profondeur, mais on a enregistré des plongeons de plus de 150 m.

### Reproduction

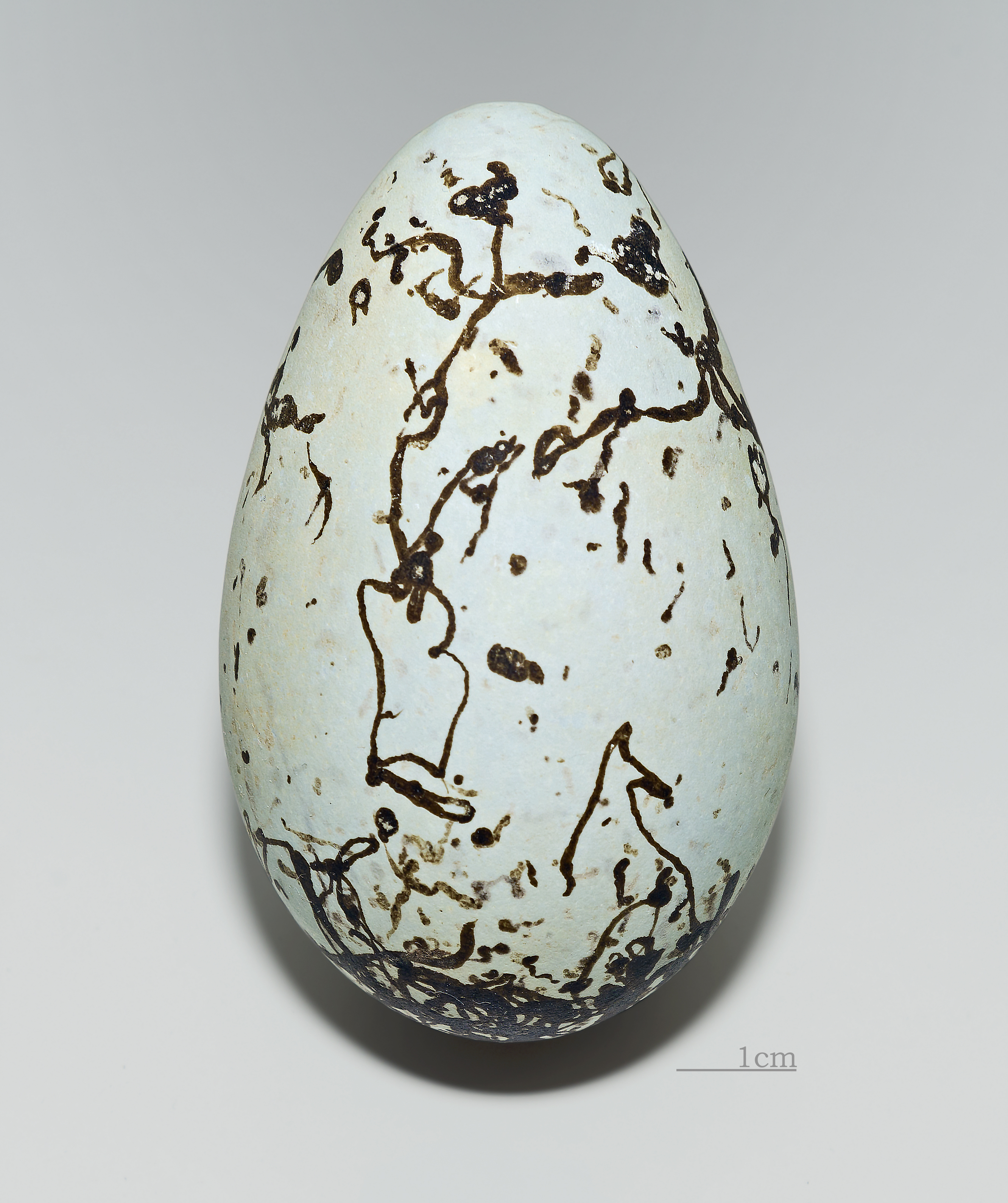
Œuf de Guillemot de Troïl - Muséum de Toulouse

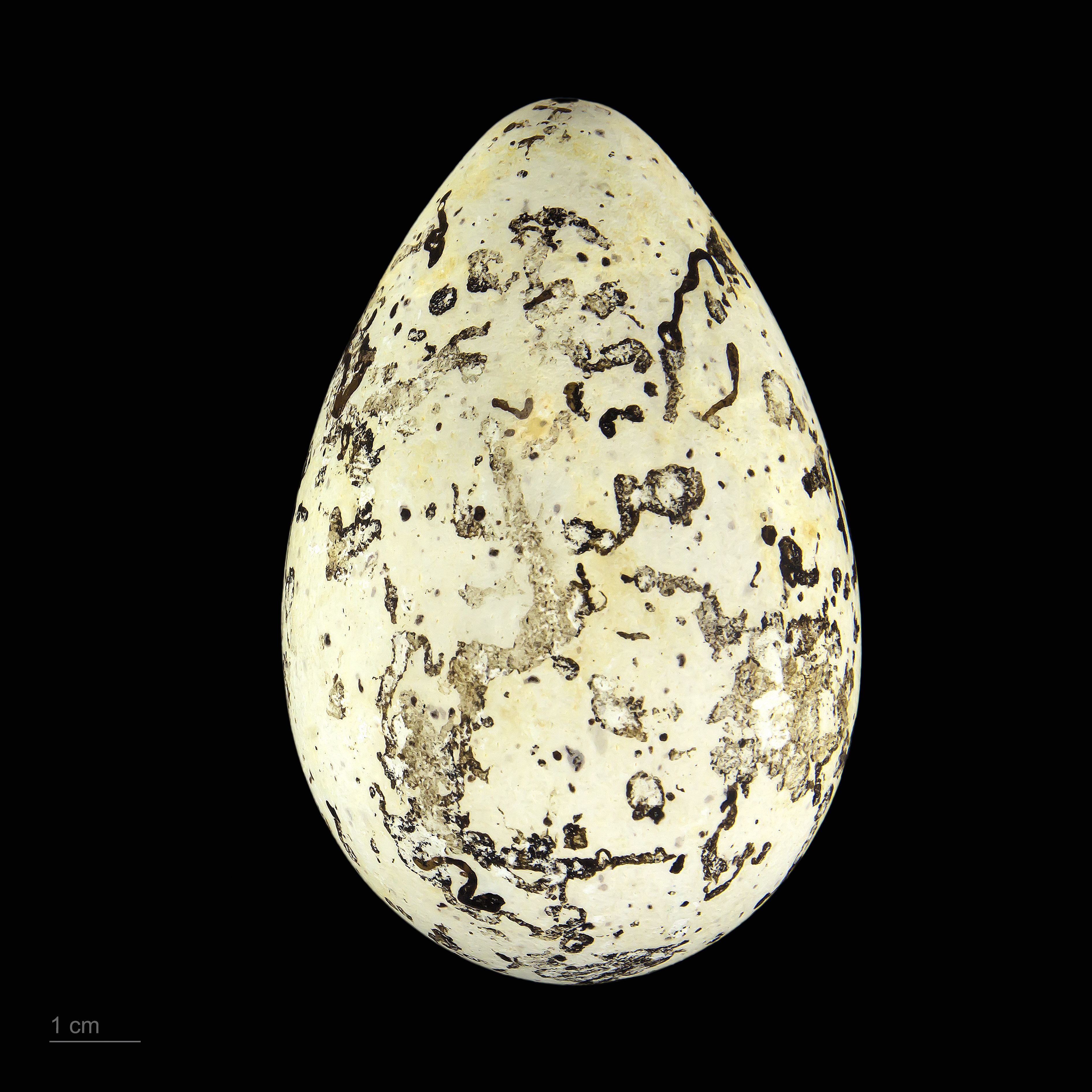
Œuf de Uria aalge aalge - Muséum de Toulouse

Cet oiseau niche généralement en colonies denses et pond son unique œuf directement sur le roc ou le sol sans faire de nid. Les œufs ont la forme d'une poire, de telle façon qu'ils pivotent sur eux-mêmes lorsqu'ils sont dérangés, et ne tombent pas en bas de la falaise. Leurs couleurs et leurs motifs varient, probablement pour aider les adultes à les reconnaître. Dès qu'il atteint deux semaines, le jeune n'est plus nourri au nid par ses parents. C'est sur l'eau que ses parents le nourriront jusqu'à l'achèvement de sa croissance (la taille d'un gros canard), vers la fin de l'été.
Le guillemot de Troïl ou marmette s'installe volontiers en colonies à mi-hauteur des falaises.
En 1936, on compte un peu plus d'un millier de guillemots Troïl en Bretagne. Décimés par les marées noires, il ne reste que 150 couples en 1982 dans la région. On ne trouve plus en France que 150 couples, de la sous-espèce Uria aalge albionis, confinés aux côtes nord de la Bretagne, où la pollution pétrolière les menace gravement. Aux îles Britanniques, c'est, avec 570 000 couples nicheurs, un oiseau de mer encore commun au début du XXIe siècle. Après quelques migrations vers le sud, les adultes deviennent presque sédentaires.

## Répartition géographique
Le guillemot marmette ou de Troïl niche sur des îles, des rivages, des falaises et des pitons rocheux sur les côtes de l'Atlantique et du Pacifique Nord, en Amérique du Nord et en Europe de l'Ouest et du Nord (jusqu'à la péninsule de Kola en Russie). Pendant la période de reproduction, on le trouve sur la côte nord du Pacifique en Alaska, en Colombie-Britannique et vers le sud jusqu'au centre de la Californie et le nord du Japon, ainsi que sur les côtes de l'Atlantique nord, du Labrador jusqu'en Nouvelle-Écosse, et de la Norvège jusqu'au Portugal. En France, quelques couples nichent encore dans la réserve du Cap Sizun, dans le Finistère, dans la réserve naturelle des Sept-Îles au large de Perros-Guirec ainsi que  dans les falaises du cap Fréhel dans les Côtes-d'Armor.
Certains oiseaux sont des résidents permanents, mais pendant l'hiver, les oiseaux nordiques migrent vers le sud pour trouver des eaux libres de glace jusqu'en Nouvelle-Angleterre, au sud de la Californie et à l'ouest de la Méditerranée.

## Systématique
L'espèce Uria aalge a été décrite par le zoologiste danois Erik Pontoppidan en 1763.

## Taxinomie
D'après la classification de référence (version 14.1, 2024) de l'Union internationale des ornithologues, le Guillemot de Troïl possède 5 sous-espèces (ordre philogénique) :
- Uria aalge aalge (Pontoppidan, 1763) — du sud-est du Canada à la mer Baltique ;
- Uria aalge hyperborea Salomonsen, 1932 — du nord de la Norvège à la Nouvelle-Zemble ;
- Uria aalge albionis Witherby, 1923 — de Heligoland à la péninsule ibérique ;
- Uria aalge inornata Salomonsen, 1932 — nord pacifique ;
- Uria aalge californica (Bryant, H, 1861) — côte ouest des États-Unis.

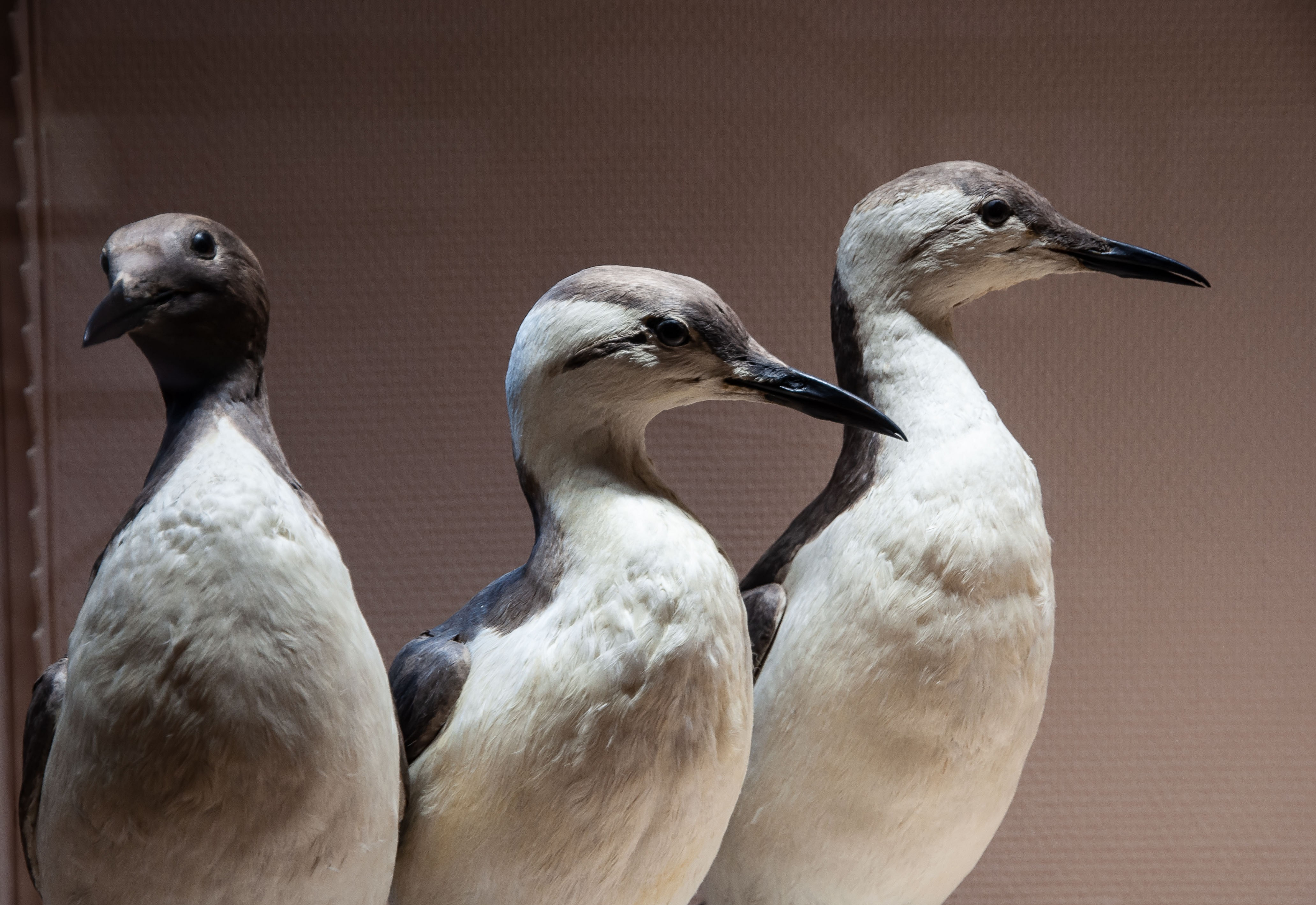
Trois guillemots de Troïl naturalisés - Musée océanographique de Monaco

## Le Guillemot de Troïl et l'Homme
- Cet animal a donné son nom au héros de la trilogie Le Livre des Étoiles, d'Erik L'Homme ainsi qu'à un personnage principal de la bande dessinée Les 7 Vies de l'épervier.